# Під глодом (роман)
«Під глодом» (англ. Under the Hawthorn Tree) — дитячий історичний роман Маріти Конлон-МакКенни, перший із її трилогії «Діти голоду», дія якого відбувається під час Великого голоду в Ірландії. Його опублікувало видавництво O'Brien Press у травні 1990 року. Роман було адаптовано для телебачення у 1999 році.

## Короткий зміст
Роман розповідає історію двох сестер і брата, Мері Еллен (Ейлі), Майкла та Маргарет (Пеггі) О'Дрісколл, які живуть у невеликому котеджі у своєму рідному районі Данін. Ірландія переживає пік Великого голоду. Фітофтороз знищив основний урожай. Десятимісячна Бріджит помирає від голодної гарячки та її ховають під глодом у саду: в ірландській міфології глід пов'язаний з потойбічним світом.
Їхній батько пішов шукати роботу на дорогах, де панував голод, і діти з матір'ю щодня ледь виживають, ледве заробляючи на життя. Їхня мати зрештою продає все своє майно, крім одягу, який вони носять. Зневірившись і стурбована тим, що не зможе сама прогодувати дітей, вона вирушає на пошуки чоловіка. Прочекавши на батьків кілька днів, дві сестри та брат змушені вирушити до робітного будинку. Ейлі приймає рішення: їм доведеться вирушити в довгу подорож, щоб знайти Нано та Лену, тіток з історій матері. Подорож попереду небезпечна, а діти слабкі, але вони сповнені рішучості дістатися Каслтагґґарта, де живуть їхні тітки та керують пекарнею.

## Прийняття
Роман «Під глодом» отримав Премію за найкращу дитячу та підліткову книгу в категорії для старших читачів 1991 року. Книжка була надзвичайно популярною в Ірландії й досі залишається найпопулярнішою дитячою книжкою у країні.

## Переклади
Книжку, яка написана англійською мовою, було перекладено ірландською, французькою, голландською, німецькою, іспанською, данською, шведською, італійською, японською, перською, малайською, арабською та корейською мовами.

## Екранізація
Фільм «Під глодом» зняли для Channel 4 та показали як чотирисерійний серіал у березні 1999 року.

## Сиквели
- «Польова квітка», друга частина трилогії, в якій Пеґґі вирушає до Америки[5]
- «Рідні поля» – третя частина трилогії, яка розповідає про всіх трьох, сестер і брата: Ейлі та Майкла вдома в Ірландії, а також про Пеґґі, яка вирушає на захід до США[6].

## Переклад українською
- Конлон-Маккенна, Маріта (2025). Під глодом. Ірландський роман. Переклад: Романюк, Оксана. Астролябія. с. 240. ISBN 978-617-664-280-0.